# حزور
حزور قرية سورية تتبع ناحية عين حلاقيم في منطقة مصياف في محافظة حماة. بلغ عدد سكانها 479 نسمة في عام 2004 حسب إحصاء المكتب المركزي للإحصاء.

## وصلات خارجية
- الوحدات الإدارية في محافظة حماة نسخة محفوظة 18 أبريل 2019 على موقع واي باك مشين.